# Marvel vs. Capcom Origins
Marvel vs. Capcom Origins — сборник компьютерных игр, разработанный Iron Galaxy Studios и изданный Capcom в 2012 году для PlayStation Network и Xbox Live Arcade. В его состав вошли файтинги-кроссоверы Marvel Super Heroes и Marvel vs. Capcom: Clash of Super Heroes из серии Marvel vs. Capcom.
Разработчики создавали сборник с помощью ROM-файлов аркадных версий Marvel Super Heroes и Clash of Super Heroes, чтобы воспроизвести содержимое проектов должным образом. Хотя игровой процесс обеих игр не претерпел изменений, в Origins были добавлены высококачественные визуальные эффекты. Также в сборнике используется улучшенный многопользовательский онлайн-режим с лобби игроков и возможностью наблюдения и сохранения повторов и присутствует система испытаний, при выполнении которых начисляются очки для разблокировки концепт-артов, секретных персонажей и другого внутриигрового контента.
Origins получил смешанные, преимущественно положительные отзывы после релиза. Критики хвалили сборник за сохранение оригинальных версий игр для аркадных автоматов и различные нововведения, однако некоторые рецензенты критиковали устаревший игровой процесс и несбалансированность персонажей. В декабре 2014 года игра была удалена с онлайн-платформ после истечения срока действия лицензионного соглашения между Capcom и Marvel Comics. В 2024 году состоялся релиз похожего сборника под названием Marvel vs. Capcom Fighting Collection: Arcade Classics.

## Игровой процесс
Marvel vs. Capcom Origins — это сборник двух игр Capcom 1990-х годов, Marvel Super Heroes (1995) и Marvel vs. Capcom: Clash of Super Heroes (1998), игровой процесс которых идентичен их аркадным версиям. Помимо однопользовательских режимов, в Origins был добавлен многопользовательский онлайн-режим. В игре используется промежуточное программное обеспечение GGPO, разработанное для создания онлайн-интерфейса с минимизацией лагов при эмулировании аркадных игр и файтингов. В дополнение к онлайн-матчам сетевой режим добавляет лобби на восемь игроков, «режим зрителя» и возможность сохранять повторы. Благодаря системе подбора игроков пользователи в состоянии настроить определённые параметры, чтобы сузить результаты поиска, например, установить пороговые значения пинга и выбрать регион.
В Origins были добавлены высококачественные визуальные эффекты. Пользователи могут играть в игры с исходными настройками или применить фильтры для сглаживания графики и спрайтов персонажей, изменять соотношение сторон экрана и углы обзора для игрового процесса, например, настраивать вид «из-за плеча». Ещё одним дополнением Origins является внутриигровая система испытаний, по завершении которых игрок получает очки для разблокировки бонусного контента из «хранилища», в частности, концепт-артов, короткометражных фильмов и секретных персонажей.

## Разработка и выпуск
Анонс Marvel vs. Capcom Origins состоялся 5 июля 2012 года. За разработку сборника отвечала Iron Galaxy Studios, которая ранее работала с Capcom над игрой Street Fighter III: 3rd Strike Online Edition. Представители Capcom презентовали демоверсию проекта во время киберспортивного турнира Evolution Championship Series, который проходил с 6 по 8 июля 2012 года, и выставки San Diego Comic-Con — с 12 по 15 июля 2012 года. По словам продюсера Дерека Нила, для создания этого сборника сотрудники Iron Galaxy Studios использовали оригинальные ROM-файлы из Marvel Super Heroes и Marvel vs. Capcom: Clash of Super Heroes. Они хотели сохранить содержимое версий для аркадных автоматов, поэтому не стали корректировать баланс персонажей. В Origins перекочевали особенности Street Fighter III: 3rd Strike Online Edition, такие как онлайн-режим с использованием GGPO, улучшенная графика, визуальные фильтры и дополнительные испытания. Во время интервью на San Diego Comic-Con Нил заявил, что после релиза 3rd Strike Online Edition в 2011 году представители Capcom приняли во внимание отзывы фанатов и переосмыслили многопользовательский режим в своих играх, добавив возможность фильтровать матчи по пингу и региону.
В Северной Америке релиз Marvel vs. Capcom Origins состоялся 25 сентября 2012 года, а в Европе игра вышла днём позже. В странах Европы версия сборника для PlayStation 3 изначально должна была поступить в продажу одновременно с версией для Xbox 360, но из-за неустановленной ошибки её релиз был отложен до 10 октября 2012 года. В декабре 2014 года, после истечения срока действия лицензионного соглашения с Marvel Comics, Capcom объявила в блоге сотрудников компании, что Marvel vs. Capcom Origins будет удалён из интернет-магазинов. В PlayStation Network сборник оставался доступен до 23 декабря, а в Xbox Live Arcade — до 31 декабря. Его удалению предшествовало исчезновение из сервисов других связанных с Marvel проектов Capcom, включая Marvel vs. Capcom 2: New Age of Heroes, Marvel vs. Capcom 3: Fate of Two Worlds и Ultimate Marvel vs. Capcom 3.

## Восприятие
| Сводный рейтинг    | Сводный рейтинг            |
| Агрегатор          | Оценка                     |
| ------------------ | -------------------------- |
| GameRankings       | PS3: 72,00 % X360: 80,18 % |
| Metacritic         | PS3: 72/100 X360: 78/100   |
| Иноязычные издания |                            |
| Издание            | Оценка                     |
| EGM                | 9/10                       |
| IGN                | 8,2/10                     |
| OPM                | 7/10                       |
| OXM                | 6,5/10                     |
| OPMAU              | 5/10                       |

Marvel vs. Capcom Origins получил смешанные, преимущественно положительные отзывы от критиков после релиза. На сайте-агрегаторе рецензий Metacritic версия для PlayStation 3 получила 72 балла из 100, а версия для Xbox 360 — 78 баллов из 100. Рецензенты хвалили сборник за сохранение целостности оригинальных аркадных версий, добавление многопользовательского режима и испытаний и разнообразие дополнительного контента. С другой стороны, обозреватели сетовали на ограниченное количество доступных игр и устаревшую игровую механику. Рэй Карсилло из Electronic Gaming Monthly положительно оценил сохранение оригинального контента аркадных версий и отметил, что новые испытания помогают закрыть глаза на то, насколько эти игры устарели.
В своей рецензии для IGN Тейлор Кок пришёл к выводу, что ни одну из игр нельзя назвать «совершенной» из-за несбалансированности игровых персонажей, однако рецензент оценил предоставленную возможность «пройтись по переулкам воспоминаний». Редакция Official U.S. PlayStation Magazine заявила, что «набор из двух игр с минимальным количеством излишеств определённо будет развлекать до тех пор, пока он существует». Хайди Кемпс из Official Xbox Magazine похвалила визуальное оформление и точное воспроизведение оригинальных версий, но раскритиковала «неуклюжую механику». Official PlayStation Magazine Australia  назвал Marvel vs. Capcom Origins «безвкусным и неинтересным обновлением пары классических игр, которые уже давно устарели».